# Cobra Starship
Cobra Starship foi uma banda de pop punk e synthpop criada pelo vocalista e baixista da extinta banda "Midtown", Gabe Saporta em 2005. São conhecidos por suas músicas "Snakes on a Plane (Bring It)", do álbum While the City Sleeps, We Rule the Streets, "The City Is at War" e "Guilty Pleasure", do álbum ¡Viva La Cobra!,  "Good Girls Go Bad", do álbum Hot Mess, e "You Make Me Feel...", do álbum Night Shades.
Os membros do Cobra Starship eram Gabe Saporta (vocalista), Victoria Asher (teclado)  e Nate Novarro (bateria).

## História

### 2005-2006: Formação eWhile the City Sleeps, We Rule the Streets
Com o fim da antiga banda Midtown, Gabe Saporta estava em um estado de desânimo, assim tomou a decisão de iniciar seu próprio projeto denominado Cobra Starship. Ele ligou para seu amigo Ryland Blackinton convidando-o para o projeto e Ryland aceitou na hora. Saporta, juntamente com William Beckett, Travis McCoy, Maja Ivarsson, Nick Wheeler e Pete Wentz  trabalharam juntos em uma canção para o filme "Serpentes a Bordo". A canção "Snakes on a Plane (Bring It)" foi incluída na trilha sonora do filme, lançado em 15 de agosto de 2006. 
Saporta decidiu continuar e trabalhar em um álbum. A banda assinou contrato com a Decaydance Records, gravadora de Pete Wentz e passou parte do outono na turnê de Travis McCoy, "Gym Class Heroes Tour". O primeiro álbum da banda While the City Sleeps, We Rule the Streets foi lançado em 10 de outubro de 2006. Para a divulgação, Saporta e Ryland entraram e à nova turnê ao lado dos músicos contratados para o álbum, Elisa Schwartz no teclado, Alex Suarez no baixo e Nate Navarro na bateria. A turnê chamou-se Honda Civic Tour 07' onde eles abriam junto ao The Academy Is..., os shows para o Fall Out Boy. Após a turnê os músicos contratados decidiram ficar na banda. Elisa Schwartz foi expulsa da banda no início de 2007 e foi substituída por Victoria Asher. Após o sucesso de "Snakes on a Plane (Bring It)" a banda também lançou os singles "The Church of the Hot Addiction" e "Send My Love to the Dancefloor, I'll See You in Hell (Hey Mister DJ)" para promover o álbum.

### 2007-2008:¡Viva La Cobra!
Durante o MTV Video Music Awards de 2007 a banda se apresentou com "Snakes on a Plane (Bring It)", e anunciou o seu segundo álbum ¡Viva La Cobra!. Em 2 de Outubro de 2007, o Cobra Starship lançou seu single "Guilty Pleasure" para o álbum ¡Viva La Cobra!. Segundo nota da banda no MySpace , o single podia ser ouvido no site Absolutepunk.net na página da banda. videoclipe foi produzido por Patrick Stump (do Fall Out Boy), que também contribuiu com letras.¡Viva La Cobra!, foi lançado em 23 de Outubro de 2007. Após o lançamento, o álbum espalhou-se fortemente na internet em todo o mundo e a banda seguiu com suas novas turnês "The Really Really Ridiculously Good Looking Tour" entre novembro de 2007 e março de 2008. E "Sassyback Tour" entre junho e novembro do mesmo ano. Ambas com o Forever The Sickest Kids. Também lançaram um segundo e terceiro single do álbum , com as músicas "The City Is at War" e "Kiss My Sass" .
Após o sucesso de Katy Perry, I Kissed a Girl, o Cobra Starship fez sua própria versão-paródia, "I Kissed a Boy", no verão de 2008. Foi incluída no CitizensFOB Mixtape chamado "Bem-vindo à nova administração", juntamente com outras novas músicas de artistas da Decaydance Records. A banda também fez parte da "Warped Tour 08'" um evendo anual que reune algumas bandas em destaque, para tocarem juntas pela principais cidades americanas como Nova York, Chicago, Seatlle e Los Angeles.

### 2009-2010:Hot Mess
Este foi lançado no dia 11 de agosto de 2009, conta com participações, de Pete Wentz, Patrick Stump, B.o.B, e também da cantora e atriz Leighton Meester, de Gossip Girl, que canta "Good Girls Go Bad". O álbum teve uma critíca e vendas melhores que os anteriores, e teve o primeiro single "Good Girls Go Bad" como o maior sucesso do gruto até o momento. Foi também o primeriro álbum do grupo a ser lançado fora dos Estados Unidos, em países como Australia, Brasil, Reino Unido, e Canadá.
Dando origem as primeiras turnês internacionais da banda, "Believers Never Die Part Deux Tour" na França e Reino Unido. "Hot Mess Across The US Tour", nos Estados Unidos e Canadá. Com a boa recpção do álbum a banda lançou os singles "Hot Mess", faixa-título que tem um videoclipe co-produzido por Kevin Rudolf. "Living in the Sky With Diamonds", e "Wet Hot American Summer". Figurando o primeiro álbum do grupo a ter quatro singles para sua divulgão. Em dezembro de 2009 a banda tocou na Jingle Balls, um evento anual que reune alguns novos artistas para tocarem juntos, durante o evento a banda tocou com a então sensação da internet, Justin Bieber, com quem viriam a trabalhar dois anos depois.
Em 12 de janeiro de 2010 a banda lançou seu primeiro EP intitulado "I'm a Hot Mess, Help Me" baseados no sucesso comercial do álbum. No qual porteriormente lançaram um remix de Hot Mess como single para a sau divulgação. Após o lançamento do EP a banda com a "Hot Mess Across The EU-Niverse Tour" em diversos países da Europa, com Boys Like Girls, Hanson e Simple Plan. "Wet Hot Australian Summer Tour" na Autrália e Nova Zelândia. E "The Too Fast for Love Tour" com 3OH!3, no Brasil e Argentina, em novembro. Um mês depois a banda fez uma paricipação no clipe "What Happens on the Dancefloor" da cantora inglesa de R&B Alexandra Burke. 

### 2011-presente: Night Shades
Em janeiro de 2011 o baterista Nate Novarro anucunciou via twitter que a banda estava trabalhado em um quarto álbum, no qual já tinham escrito 30 músicas. Dois mêses depois Gabe Saporta anunciou também em seu twitter o álbum se chamaria "Night Shades". No site da banda foi postado que seu novo single seria "You Make Me feel..." com participação da cantora Sabi. E que o álbum seria lançado em 30 de agosto, "You Make Me Feel..." foi lançado dia 10 de maio, e seu videoclipe em 29 de junho, o single chegou ao primeiro lugar na Nova Zelândia, sendo certificado como single de platina. 
Entre os dias 4 e 10 de outubro de 2011, a banda fez sua segunda passagem pelo Brasil, na abertura do show de Justin Bieber, com direito a meia-hora de abertura, a banda fez cinco apesentações, sendo quatro para um público de 40 mil pessoas. O penúltimo show chegou a ser exibido pela Rede Globo, no dia 12 de outubro, as 17:00 horas, onde a banda apesentou os singles "You Make Me Feel..." e "Good Girls Go Bad".

### 2015 - Fim da banda
O vocalista Gabe Saporta anunciou a separação dos membros no dia 10 de novembro, em entrevista exclusiva para o site da Billboard. Ele disse que pretende se dedicar mais aos bastidores da indústria fonográfica. “Não me oponho a fazermos alguns shows de despedida, mas não quero lançar mais nada do que temos, que pode ser meia-boca. Por mim, estou 100% decidido a não lançar”, explicou.
Em comunicado oficial, Gabe disse que tomou a decisão de virar a página, mas que é muito agradecido a todos que apoiaram a trajetória do grupo. “Para mim, a coisa mais gratificante sobre o Cobra Starship é que fomos bem sucedidos não por jogar o jogo, mas por quebrar as regras e fazer do nossos jeito. Havia algo mágico sobre nossa união, e fomos abençoados pelo seu apoio e por ver nossos sonhos se materializarem. No entanto, sei que às vezes, quando as coisas duram demais, a magia pode começar a desaparecer… Ainda que seja difícil para todos nós, prefiro fechar esse capítulo da nossa vida e ser capaz de olhar para trás com carinho”, escreveu.
O Cobra Starsphip durou exatos dez anos e lançou quatro álbuns. Ao longo da carreira, colocou os singles “Good Girls Go Bad” (com Leighton Meester) e “You Make Me Feel…” (com Sabi) no Top 10 da parada americana. A última música lançada pelo grupo foi “Never Been In Love”, com Icona Pop, que seria uma prévia do próximo disco, que não vai mais sair.

## Integrantes

### Formação atual
- Gabe Saporta - vocal
- Nate Novarro - bateria
- Victoria Asher - keytar
- Eric Halvorsen - baixo

### Ex-membros
- Elisa Schwartz - keytar
- Ryland Blackinton - guitarra
- Alex Suarez - baixo

## Discografia
Álbuns de estúdio
- While the City Sleeps, We Rule the Streets (2006)
- ¡Viva la Cobra! (2007)
- Hot Mess (2009)
- Night Shades (2011)

## Prêmios e indicações
| Ano  | Prêmio                        | Categoria                               | Trabalho                                  | Resultado |
| ---- | ----------------------------- | --------------------------------------- | ----------------------------------------- | --------- |
| 2009 | MTV Video Music Awards        | Melhor Clipe de um Artista de Nova York | "Good Girls Go Bad"                       | Venceu    |
| 2009 | MTV Video Music Awards        | Melhor Video Pop                        | "Good Girls Go Bad"                       | Indicado  |
| 2009 | MTV Video Music Awards        | Melhor Direção                          | "Good Girls Go Bad"                       | Indicado  |
| 2009 | Los Premios MTV Latinoamérica | Melhor Apresentação                     | "Good Girls Go Bad" (apresentada ao vivo) | Venceu    |
| 2011 | Capricho Awards               | Melhor Banda Internaicional             | Cobra Starship                            | Indicado  |